# 3913 Chemin
3913 Chemin (1986 XO2) là một tiểu hành tinh vành đai chính được phát hiện ngày 2 tháng 12 năm 1986 ở Caussols.